# WHL0137-LS
Координати:  01г 37м 23.232с, −08° 27′ 52.20″WHL0137-LS, також відома під назвою Еарендел (англ. Earendel, «Ранкова зоря» англосаксонською) — зоря, виявлена телескопом Габбл методом гравітаційного лінзування скупчення галактик WHL0137-LS. Розташована на відстані 28 мільярдів світлових років від Сонця.
Комп'ютерне моделювання ефекту лінзування свідчить про те, що яскравість Еаренделя була збільшена від тисячі до сорока тисяч разів. Станом на кінець березня 2022 року є найвіддаленішою від Землі з усіх відомих зір. Її червоний зсув становить 6,2 ± 0,1. Світло від зорі було випущено через 900 млн років після Великого вибуху і йшло до Землі 12,9 млрд років. Але через розширення Всесвіту спостережуване положення зорі тепер розташоване на відстані 28 мільярдів світлових років. Попередня найвіддаленіша зоря, MACS J1149 Lensed Star 1 має червоний зсув 1,49.
Зорю було відкрито 30 березня 2022 року. Дати показу Габбла були 7 червня 2016 року, 17 липня 2016 року, 4 листопада 2019 року та 27 листопада 2019 року.
Відкривачі дали зорі назву Еаренділь, що походить від давньоанглійської назви «ранкова зоря» або «східне світло». Еаренділь — також ім'я напівельфійського персонажа з міфопоетичної збірки Джона Толкіна «Сильмариліон», що подорожував по небу з сяючою коштовністю, яка здавалася яскравою, як зоря; Астроном НАСА Мішель Таллер підтвердила, що посилання на Толкіна було навмисним. Галактика, до якої належить зоря, WHL0137-zD1, отримала прізвисько «Дуга сходу сонця».
Згідно із заявами представників НАСА, підтвердження і спектральна класифікація зорі очікується після спостережень з нового космічного телескопа Джеймс Вебб. Очікується, що його вища чутливість дасть змогу проаналізувати зоряні спектри Еаренделя і визначити, чи це насправді одна зоря. Спектральний аналіз дасть змогу виявити наявність елементів, важчих за водень і гелій, якщо такі.
Маса Еарендела, імовірно, становить від 50 до 100 сонячних. Через велику масу зоря, імовірно, вибухнула як наднова лише через кілька мільйонів років після формування. Вона має ефективну температуру поверхні близько 20 000 К. Еарендел, ймовірно, є зорею III населення, що означає, що вона майже не містить інших елементів, крім первинного водню та гелію.